# سن جنسیو آتسینو
سن جنسیو آتسینو (به ایتالیایی: San Genesio Atesino) یک منطقهٔ مسکونی در ایتالیا است که در تیرول جنوبی واقع شده‌است.

## خصوصیات
سن جنسیو آتسینو ۶۹٫۰ کیلومترمربع مساحت و ۲٬۹۵۲ نفر جمعیت دارد و ۱٬۰۰۰ متر بالاتر از سطح دریا واقع شده‌است.